# Точинов Віктор Павлович
Віктор Павлович Точинов (рос. Виктор Павлович Точинов, 16 червня 1966, Ленінград — 13 квітня 2023, Санкт-Петербург) — російський письменник-фантаст, який працював переважно в жанрі горору.

## Біографія
Віктор Точинов народився в Ленінграді в 1966 році. У дитинстві тривалий час жив у селі Покровське Ленінградської області. У 1989 році Точинов закінчив Ленінградський інститут авіаційного приладобудування, після чого 4 роки працював у Середній Азії на військових об'єктах. У 1993 році повернувся до Санкт-Петербурга. З 1995 року розпочав випробовувати себе в літературній діяльності, видавши 2 книги віршованих творів. У 1999 році вперше спробував написати прозову фантастичну повість під назвою «Не стріляйте в демонів моря» (рос. Не стреляйте в демонов моря). З 2002 року Точинов став членом семінару під керівництвом Бориса Натановича Стругацького. У 2003 році виходить друком перший роман письменника в стилі горору «Паща» (рос. Пасть), і в цьому ж році вийшли ще два романи письменника — самостійно написаний «Цар Живих» (рос. Царь Живых), та написаний у співавторстві з Олександром Щоголевим «Нова Інквізиція» (рос. Новая Инквизиция), після чого Точинов вирішив стати професійним письменником. У цьому ж році Віктор Точинов отримав премію Єврокона як найкращий дебютант від Росії. Наступного року вийшли ще два романи письменника «Лігво» (рос. Логово) і «Великий Степ» (рос. Великая Степь), а також дві фантастичні повісті. Після цього практично кожен рік аж до 2023 року виходили друком або інтернет-публікаціями кілька романів та повістей автора, низка з яких були написані у співавторстві з іншими письменниками. Окрім власних серій книг, Віктор Точинов брав участь також у низці міжавторських проєктів, зокрема Метро 2033 і S.T.A.L.K.E.R.. Також Віктор Точинов був укладачем 3 збірок фантастичної прози, а також під псевдонімом «Антон Шаганов» видав низку творів про риболовлю.
У квітні 2023 року Віктор Точинов відчув погіршення стану здоров'я, рідні письменника звертались на швидку допомогу, Точинов був госпіталізований до лікарні, проте стан його погіршувався. Помер Віктор Точинов 13 квітня 2023 року внаслідок тромбоемболії легеневої артерії. Похований письменник на кладовищі в місті Кінгісепп.

## Вибрана бібліографія

### Романи
- Цикл «Пасть»
  - 2003 — Пасть
  - 2004 — Логово
  - 2017 — Стая
- 2003 — Царь Живых
- Цикл «Новая Инквизиция»
  - 2003 — Новая Инквизиция
  - 2005 — Аутодафе
  - 2020 — Псы Господа
  - 2020 — Корабль-призрак
- 2004 — Великая Степь
- 2005 — Пятиозерье
- Трилогія «Тварь»
  - 2005 — Графские развалины
  - 2005 — Сказки летучего мыша
  - 2007 — Родительский день
- 2008 — Молот Времени. Право сильного
- 2008 — Мертвые звезды
- 2010 — Черная гвардия Эридана
- 2012 — Пылающий лед
- 2013 — Рай Сатаны
- 2013 — Остров без сокровищ
- Роман-дилогія «Два лика смерти: Роман-дилогия»
  - 2014 — Твари, в воде живущие
  - 2014 — Неопознанные летающие убийцы
- 2015 — Дураки умирают первыми
- 2015 — Все сокровища мира
- 2016 — Молитва Каина
- 2017 — Доказательство силы
- 2017 — Ангелы ада
- 2017 — Звери Земли
- 2018 — Демоны Рая
- 2018 — Небо цвета крови
- Дилогія «ОСВОД»
  - 2018 — Челюсти судьбы
  - 2019 — Хронофлибустьеры
- 2020 — Метро 2035: Защита Ковача
- 2021 — Дороги авантюристов, или Загадочная яхта лорда Гленарвана
- 2022 — Резервная столица. Малой кровью
- 2022 — Одиссея капитана Флинта
- 2022 — Урочище смерти

### Повісті
- 2004 — Охота на дракона
- 2004 — Темные игры полуночи
- Дилогія «Мир Девственной Матери»
  - 2006 — Полкоролевства в придачу
  - 2019 — Сила обстоятельств
- 2008 — Уик-энд с мертвой блондинкой
- 2009 — Мы никогда не сдадимся
- 2010 — Не стреляйте в демонов моря
- 2013 — Свет над бездной
- 2013 — 22 июня
- 2013 — Георгиевский крест (Четвертый сон Юлии Леонардовны)
- 2014 — Голубой квадрат неба
- 2016 — Чумное кладбище
- 2017 — Вой
- 2018 — Револьвер системы «Наган» № 47816
- 2018 — Земля живых

### Збірки
- 2004 — Темные игры
- 2004 — Пляшущие человечки
- 2005 — Темные игры
- 2008 — Уик-энд с мертвой блондинкой
- 2014 — Цинковый поцелуй
- 2014 — Все лики смерти
- 2018 — Молитва Каина
- 2020 — Новая Инквизиция
- 2021 — Тварь
- 2022 — Темные места
- 2023 — Хранители